# Muzikolog
Muzikológ je oseba, ki deluje na področju muzikologije.